# Charminus bifidus
Charminus bifidus är en spindelart som beskrevs av Patrick Blandin 1978. Charminus bifidus ingår i släktet Charminus och familjen vårdnätsspindlar.
Artens utbredningsområde är Rwanda. Inga underarter finns listade i Catalogue of Life.